# Google健身
Google 健身是Google为Android、Wear OS和 iOS操作系统开发的健康跟踪平台。它是一组API集合，融合来自多个应用和设备的数据。Google健身使用用户的移动设备的传感器或运动追踪器来记录体育健身活动（如散步或骑自行车），与健身目标比较以提供用户身体素质的全面视图。确认的合作伙伴包括Nike、HTC、LG、Withings、摩托罗拉 、Noom、Runtastic、RunKeeper和Polar。用户将能够选择健身数据分享对象，并随时删除这些信息。
Google健身于2014年6月25日的Google I/O大会上宣布，应用程序于2014年10月28日向公众推出，可运行于Android 4.0或以上版本的设备。苹果iOS 8的健康應用程式在稍早的时候公布，是一个直接的竞争对手。 
一些应用集成了Google健身。例如Nike Running、STRAVA、Polar Beat和Aqualert。

## 延伸阅读
1. Ben Gilbert. . Engadget.   [2015-07-21]. （原始内容存档于2019-02-10）.
2. Samantha Murphy Kelly. . Mashable.   [2015-07-21]. （原始内容存档于2020-11-01）.
3. Ashley Feinberg. . Gizmodo.   [2015-07-21]. （原始内容存档于2021-01-13）.
4. Alexia Tsotsis. . TechCrunch.   [2015-07-21]. （原始内容存档于2020-11-30）.
5. . Google.   [23 November 2014]. （原始内容存档于2020-11-12）.
6. . Google.   [2015-07-21]. （原始内容存档于2019-09-04）.